# Eihandgranaat No. 3
De Eihandgranaat No. 3 was een Nederlandse handgranaat die gebruikt werd tijdens de Tweede Wereldoorlog.

## Geschiedenis
Na de Russisch-Japanse Oorlog werd de handgranaat steeds belangrijker voor een krijgsmacht. Ook het Nederlandse leger zag in dat handgranaten van essentieel belang waren. In 1918 werden de eerste handgranaten in gebruik genomen, een schokhandgranaat en een dooshandgranaat. Deze twee handgranaten waren echter niet optimaal voor een stormaanval en daarnaast ook niet heel eenvoudig om te hanteren. Daarom bleef men zoeken naar andere modellen. 
Op deze manier was in 1918 al een nieuwe verdedigingsgranaat gevonden, de Eihandgranaat No. 1.
Uiteindelijk werd besloten om een partij Engelse granaten aan te schaffen die zich al had bewezen in de Eerste Wereldoorlog, de Mill's bomb No. 5, die in Nederland de naam Eihandgranaat No. 2 kreeg. De Artillerie Inrichtingen (A.I.) was redelijk tevreden over dit model, men vond alleen dat de brandtijd wat lang (5 tot 6 seconden). Door de lange brandtijd was ook dit model niet geschikt als aanvalsgranaat.
Op 19 december 1923 besloot men om een ontwerp van de A.I. uit 1921 in gebruik te nemen als aanvalsgranaat, met de benaming Eihandgranaat No. 3.

## Samenstelling en gebruik
De granaat zag er ongeveer hetzelfde uit als de Eihandgranaat No. 1. De granaat had twee openingen, één opening omsloot de ontstekingsinrichting, hierin zat een slagkwikpijpje No. 6, met daarin laagjes trotyl, tetryl, slagkwik en buskruit, een koperen zundertje, tevens gevuld met buskruit, en een houten stop met wrijvingsas. De trekker liep hierdoorheen.
De andere opening, de vulopening, werd afgesloten met een metalen sluitschroef.
De granaat had een brandtijd van 3,4 seconden. De granaat kon ruim 120 gram trotyl bevatten, dat ruim voldoende was voor een dodelijke uitwerking binnen 3 meter van het springpunt. De werper was op een afstand van 10 meter veilig. 
De granaat had aanvankelijk een goudgele kleur en woog 215 gram. Na 1934 werd de kleur veranderd naar legergroen met in zwarte letters de laatste cijfers van het jaar van de productie.

### Gereedmaken
Het gereedmaken van de granaat ging op dezelfde manier als bij de No. 1. Het slagijpje moest in de granaat gedaan worden en hiervoor moest  de sluitschroef er voorzichtig afgedraaid worden om te voorkomen dat het trotyl eruit zou vallen. Wanneer nodig kon er bij de No. 3 gebruikgemaakt worden van een ontlaadschroef.

### Werking
Als men de pin uit de granaat trok ontbrandde het wrijvingsas. Hierdoor verbrandde de vulling van het zundertje en het sasringenkruit in het slagpijpje. Zodra het vuur was overgegaan naar het slagkwik ontplofte de springlading.

## Varianten
- Halfscherpe eihandgranaat No. 3: Oefengranaat. Gevuld met zand en zaagsel. De granaat was ter herkenning beschilderd met een zwarte band. Deze granaat was bedoeld om vertrouwd te raken met de ontsteking.
- Oefeningseihandgranaat No. 3 A: Oefengranaat. Dit was een houten 'granaat', die qua uiterlijk en vorm volledig overeenkwam met de scherpe Eihandgranaat No. 3. De granaat was op gewicht gebracht met een loden kern. De ontsteker bestond uit een stalen splitveer met aftreklijn en een loden knoop, aangebracht in een doorboord stukje messing dat boven in de granaat was bevestigd. De kop had een blikken wand, voorzien van schroefdraad, waarop de sluitdop kon worden geschroefd. Deze granaat was bedoeld om het werpen en het uitrekken van de pin te oefenen.
- Oefeningseihandgranaat No. 3 B: Oefengranaat. Deze granaat was hetzelfde als de Oefeningseihandgranaat No. 3 A maar was niet voorzien van een ontsteker, schroefdraad en sluitdop. Deze granaat was enkel bedoeld om het werpen te oefenen.